# Transition de flop

Déroulement d'une transition de flop

Une transition de flop est un évènement qui se produit au sein des espaces de Calabi-Yau, il s'agit d'une déchirure de l'espace-temps. Une transition de flop est un « retournement » d'une sphère à l'intérieur d'un de ces espaces. Ce sont ces « retournements » qui provoquent ces déchirures.

## Étymologie
Vient de l'anglais to flop qui veut dire retourner.

## Déroulement d'une transition de flop
1. La sphère se retrouve encore intacte dans l'espace-temps environnant le Calabi-Yau,
2. la sphère commence à rétrécir, en déformant l'espace-temps environnant du Calabi-Yau,
3. la sphère commence à avoir une taille nulle et à pincer la structure de l'espace-temps,
4. la sphère continue de rétrécir jusqu'à ne plus être qu'un point, la structure de l'espace-temps est « pincée »,
5. la sphère n'est plus qu'un point de taille nulle, la structure de l'espace-temps est déchirée,
6. la sphère reprend du volume en laissant l'espace-temps environnant du Calabi-Yau tel quel,
7. idem durant deux étapes,
8. la sphère a repris sa forme initiale.

### Explications
La sphère de la première phase est identique à celle de la phase 9. Seulement, la sphère s'est retournée, elle aura subi un flop. On ne sait pas encore très bien pourquoi de tels évènements se produisent mais la théorie des cordes apporte une solution.

## Isolement par la théorie des cordes
La théorie des cordes n'annule pas l'évènement, elle ne fait que l'isoler. La surface d'univers que la corde laisse sur son passage suffit à isoler le cataclysme du reste de l'univers et de ce fait, la catastrophe reste limitée dans l'espace. La surface d'univers de la corde agit comme un bouclier.